# Rare
Rare Ltd., també coneguda abans com a Rareware, és una empresa anglesa que desenvolupa videojocs per a videoconsoles i una subsidiària de Xbox Game Studios amb seu a Twycross, Anglaterra. Rare treballà durant molts anys com a second-party de Nintendo, però el 2002 fou adquirida per l'empresa estatunidenca Microsoft. Rare és coneguda pel seus jocs de plataformes Donkey Kong, Banjo-Kazooie, i Conker, tot i que l'estudi no s'adhereix a un sol gènere i ha desenvolupat títols d'acció en primera persona, d'acció i aventura, de lluita, i de carreres.
L'empresa es va constituir el 1985 gràcies als germans Tim i Chris Stamper, que també van fundar Ultimate Play the Game. Durant els seus primers anys Rare va tenir el suport d'un pressupost il·limitat de Nintendo, principalment concentrat en jocs de la Nintendo Entertainment System (NES). Durant aquest temps l'estudi va crear jocs d'èxit com ara Wizards & Warriors, R.C. Pro-Am, i Battletoads. Rare es va convertir en un prominent desenvolupador second-party per a Nintendo, que va arribar a posseir una participació minoritària però rellevant de l'empresa. Al llarg dels anys noranta i principis dels anys 2000, Rare va rebre el reconeixement internacional i l'aclamació crítica de jocs com la trilogia Donkey Kong Country, Killer Instinct, GoldenEye 007, Banjo-Kazooie, Perfect Dark, i Conker's Bad Fur Day.
El 2002 Microsoft va adquirir Rare, que va conservar la marca, el logotip, i la majoria de les propietats intel·lectuals. Rare des d'aleshores ha desenvolupat exclusivament per a consoles de Microsoft, incloent els jocs Grabbed by the Ghoulies, Kameo: Elements of Power, Conker: Live & Reloaded, Perfect Dark Zero, i Viva Piñata. El 2007 els Stampers van deixar Rare amb la finalitat de perseguir altres oportunitats i, el 2010, el focus d'atenció de la companyia es va traslladar a Xbox Live Avatar i Kinect, publicant tres jocs Kinect Sports. El 2015 Rare va desenvolupar Rare Replay, i una recopilació exclusiva per a Xbox One contenint 30 dels seus jocs per a així celebrar el seu trentè aniversari. El joc més recent de Rare, Sea of Thieves, va ser publicat el 2018. Els fans i els empleats han estat crítics amb la compra de Microsoft de Rare, dient que hi va haver una baixada important en la qualitat dels jocs i una pèrdua de talent considerable.
Diversos empleats clau van marxar de Rare per formar les seves pròpies empreses, tals com Free Radical Design (més tard Crytek UK), coneguts per la franquícia TimeSplitters, i Playtonic Games, més coneguts per desenvolupar Yooka-Laylee (i Yooka-Laylee and the Impossible Lair). Rare és àmpliament reconeguda per la indústria dels jocs i ha rebut nombrosos premis per part dels crítics i la premsa, tot i que sovint es descriu la companyia com reservada i reclusiva.